# مار زنگی پشت‌الماسی غربی
مار زنگی پشت‌الماسی غربی یا پُشت-الماسِ تگزاس (نام علمی: Crotalus atrox) نام یک گونه از سرده مار زنگی است که در ایالت‌های جنوب غربی آمریکا و مکزیک یافت می‌شود. هیچ زیرگونه‌ای از این مار تا کنون ثبت نشده‌است. این گونه در ارتفاعاتی زیر سطح دریا تا حداکثر ارتفاع ۲۰۰۰ متر زندگی می‌کند.

## نام‌های رایج
نام‌های معمول این گونه شامل «مار زنگی پشت‌الماسی غربی»، «مار زنگی پشت-الماس غرب»، «مار ادوبی»، «دُم راکونی» (en)، پشت‌الماس بیابان (en)، مار زنگی درنده (en) می‌شود.